# 福爾萊克鎮區 (明尼蘇達州萊克縣)
福爾萊克鎮區（英語：Fall Lake Township）是位於美國明尼蘇達州萊克縣的一個行政鎮區。

## 地方資料
福爾萊克鎮區的面積為1521.19平方千米，當中陸地面積為1198.16平方千米，而水域面積為323.02平方千米。根據2020年美國人口普查的數據，當地共有人口630人，而人口密度為每平方千米0.41人。